# Fenylglycine
Fenylglycine is een aminozuur die niet behoort tot de 20 standaardaminozuren. Het is gerelateerd aan alanine, maar met een fenylgroep in plaats van de methylgroep. Op kamertemperatuur komt het voor als een  witte, vaste stof.

## Bereiding
Fenylglycine kan worden bereid vanuit benzaldehyde via de Strecker-aminozuursynthese. Het kan ook worden bereid vertrekkend van glyoxaal of door reductieve aminering van fenylglyoxylzuur.

## Toepassingen
De afgeleide ester methyl-α-fenylglycinaat wordt gebruikt om carbonzuren te converteren naar homologe onverzadigde ketonen.